# Вараксинское сельское поселение (Смоленская область)
Вараксинское сельское поселение — упразднённое муниципальное образование в составе Сычёвского района Смоленской области России.
Административный центр — деревня Вараксино.
Образовано Законом Смоленской области от 20 декабря 2004 года. Упразднено Законом Смоленской области от 28 мая 2015 года с включением всех входивших в его состав населённых пунктов в Караваевское сельское поселение.

## Географические данные
- Общая площадь: 138,43 км²
- Расположение: северная часть Сычёвского района
- Граничит:
  - на востоке — с  Хлепенским сельским поселением
  - на юго-востоке — с  Никольским сельским поселением
  - на юге — с  Мальцевским сельским поселением
  - на юго-западе — с  Караваевским сельским поселением
  - на западе — с  Середским сельским поселением
  - на севере — с Тверской областью
- Крупные реки: Яблоня, Осуга.
- По территории поселения проходит железная дорога Вязьма — Ржев, станций нет.

## Экономика
Сельхозпредприятия, магазины, охотохозяйства .

## Население
| 2011 | 2012 | 2013 | 2014 | 2015 |
| ---- | ---- | ---- | ---- | ---- |
| 338  | ↘319 | ↘308 | ↘301 | ↘283 |

## Населённые пункты
На территории поселения находилось 11 населённых пунктов.
- Вараксино, деревня
- Азарово деревня
- Васютино, деревня
- Гладышево, деревня
- Карпово деревня
- Малое Петраково, деревня
- Ракитня, деревня
- Свиноройка, деревня
- Таркино, деревня
- Узкое, деревня
- Шашелово, деревня